# Автоморфизм группы
Автоморфизм группы — биективный гомоморфизм группы на себя.
Автоморфизм {\displaystyle f} группы {\displaystyle G} называется внутренним, если существует такой элемент {\displaystyle a\in G}, что {\displaystyle f(x)=axa^{-1}} (в этом случае {\displaystyle f} иногда обозначают как {\displaystyle \alpha _{a}}); в противном случае автоморфизм называется внешним.
Группа автоморфизмов группы {\displaystyle G} обозначается {\displaystyle \operatorname {Aut} G,} множество внутренних автоморфизмов обозначается {\displaystyle \operatorname {Int} G.} Поскольку {\displaystyle \alpha _{g}\alpha _{h}=\alpha _{hg},\;\operatorname {Int} G} — подгруппа в {\displaystyle \operatorname {Aut} G,} можно также доказать, что она является нормальной подгруппой. Факторгруппа {\displaystyle \operatorname {Out} G=\operatorname {Aut} G/\operatorname {Int} G} называется группой внешних автоморфизмов группы. Отображение {\displaystyle g\to \alpha _{g}} определяет гомоморфизм {\displaystyle G\to \operatorname {Int} G}, ядро которого есть центр группы {\displaystyle Z(G)}, так что {\displaystyle \operatorname {Int} G\cong G/Z(G)}. Все нормальные подгруппы инвариантны под действием внутренних автоморфизмов. Подгруппы, инвариантные под действием всех автоморфизмов группы, называются характеристическими.
Всякая группа, совпадающая со своей группой автоморфизмов, называется совершенной. Совершенными являются все симметрические группы {\displaystyle S_{n}} при {\displaystyle n\neq 2;6}. Расширение группы с помощью группы автоморфизмов называется голоморфом.

## Примеры
- {\displaystyle \operatorname {Aut} \mathbb {Z} ^{+}=\mathbb {Z} _{2}}
- {\displaystyle \operatorname {Aut} \mathbb {Q} ^{+}=\mathbb {Q} ^{\times }}
- {\displaystyle \operatorname {Aut} (\mathbb {Z} _{n}^{+})=\mathbb {Z} _{n}^{\times }} (группа {\displaystyle \operatorname {Aut} (\mathbb {Z} _{n})} изоморфна мультипликативной группе кольца вычетов {\displaystyle \mathbb {Z} _{n}})
  - В частности, если p простое, {\displaystyle \operatorname {Aut} \mathbb {Z} _{p}^{+}=\mathbb {Z} _{p}^{\times }=\mathbb {Z} _{p-1}^{+}} (группа автоморфизмов группы {\displaystyle \mathbb {Z} _{p}} является циклической из p − 1 элемента)
- {\displaystyle \operatorname {Aut} S_{n}=\operatorname {Int} S_{n}=S_{n},n\neq 2,6;\;\operatorname {Out} S_{6}=\mathbb {Z} _{2},\;\operatorname {Aut} S_{6}=S_{6}\rtimes \mathbb {Z} _{2}}
- Если {\displaystyle K} — поле, характеристика которого больше двух, то {\displaystyle \operatorname {Aut} \operatorname {GL} _{n}(K)=\operatorname {SL} _{n}(K).}
- Группа автоморфизмов множества всех комплексных корней степеней {\displaystyle p^{n}} из единицы есть группа p-адических чисел по сложению.
- Группа внешних автоморфизмов свободной группы конечного ранга порождается преобразованиями Нильсена элементов базиса
- Множество автоморфизмов группы Ли также образует группу Ли.[1]